# Neocteniza chancani
Neocteniza chancani är en spindelart som beskrevs av Pablo A. Goloboff och Norman I. Platnick 1992. Neocteniza chancani ingår i släktet Neocteniza och familjen Idiopidae. Inga underarter finns listade i Catalogue of Life.